# Eunicidae
Eunicidae (лат.) — семейство морских многощетинковых червей из отряда Eunicida. Имеют от одной до пяти затылочных антенн. Ископаемые остатки известны из ордовика. Встречаются повсеместно в морях; несколько видов ведут паразитический образ жизни. Один из наиболее крупных видов — пурпурный австралийский Eunice aphroditois — достигает в длину до 2—3 м. Некоторые виды поедают кораллы. Отдельные особи могут жить в рифовых аквариумах, долгое время оставаясь незамеченными.

## Классификация
На февраль 2025 года семейство включает 11 родов:
- Aciculomarphysa Hartmann-Schröder in Hartmann-Schröder & Zibrowius, 1998
- Eunice Cuvier, 1817
- Euniphysa Wesenberg-Lund, 1949
- Fauchaldius Carrera-Parra & Salazar Vallejo, 1998
- Leodice Lamarck, 1818
- Lysidice Lamarck, 1818
- Marphysa Quatrefages, 1866
- Nicidion Kinberg, 1865
- Palola Gray in Stair, 1847
- Paucibranchia Molina-Acevedo, 2018
- Treadwellphysa Molina-Acevedo & Carrera-Parra, 2017